# Phường 10, Quận 5
Phường 10 là một phường thuộc Quận 5, Thành phố Hồ Chí Minh, Việt Nam.
Phường 10 có diện tích 0,23 km², dân số năm 2021 là 5.118 người,  mật độ dân số đạt 22.252 người/km².